# ريان جايج
ريان جايج (بالإنجليزية: Ryan Gage)‏ هو ممثل بريطاني، ولد في 17 يناير 1983 بلندن في المملكة المتحدة.

## أعمال

### أفلام
- (2013)  قفرة سموغ
- (2014)  معركة الجيوش الخمسة

## وصلات خارجية
- ريان جايج على موقع IMDb (الإنجليزية)
- ريان جايج على موقع قاعدة بيانات الفيلم (الإنجليزية)